# Spoorlijn Saint-Germain-en-Laye - Magny-en-Vexin
De Spoorlijn Saint-Germain-en-Laye - Magny-en-Vexin was een Franse spoorlijn aan de noordwestkant van Parijs van Saint-Germain-en-Laye naar Magny-en-Vexin. De lijn was 52 km lang.

## Geschiedenis
De lijn werd aangelegd door de Compagnie des chemins de fer de grande banlieue en in twee gedeeltes geopend, van Saint-Germain-en-Laye naar Meulan in 1912 en Meulan naar Magny-en-Vexin in 1913. 
Na de vernietiging van de spoorbrug over de Seine tussen Les Mureaux en Meulan in 1944 was er niet langer doorgaand treinverkeer mogelijk. De rest van de lijn werd vervolgens gesloten tussen Saint-Germain-en-Laye en Les Mureaux in 1948. Ten noorden van de Seine tussen Meulan en Sagy gebeurde dit 1947 en tussen Sagy en Magny-en-Vexin in 1949.

## Aansluitingen
In de volgende plaatsen is of was er een aansluiting op de volgende spoorlijnen:
Saint-Germain-Berteaux
lijn tussen Saint-Germain-en-Laye en Gency
Saint-Germain-Péreire
RFN 990 000, Grande ceinture van Parijs
Bouafle
lijn tussen Versailles en Bouafle
Sagy
lijn tussen Pontoise en Sagy
Magny-en-Vexin
RFN 347 000, spoorlijn tussen Chars en Magny-en-Vexin

## Galerij

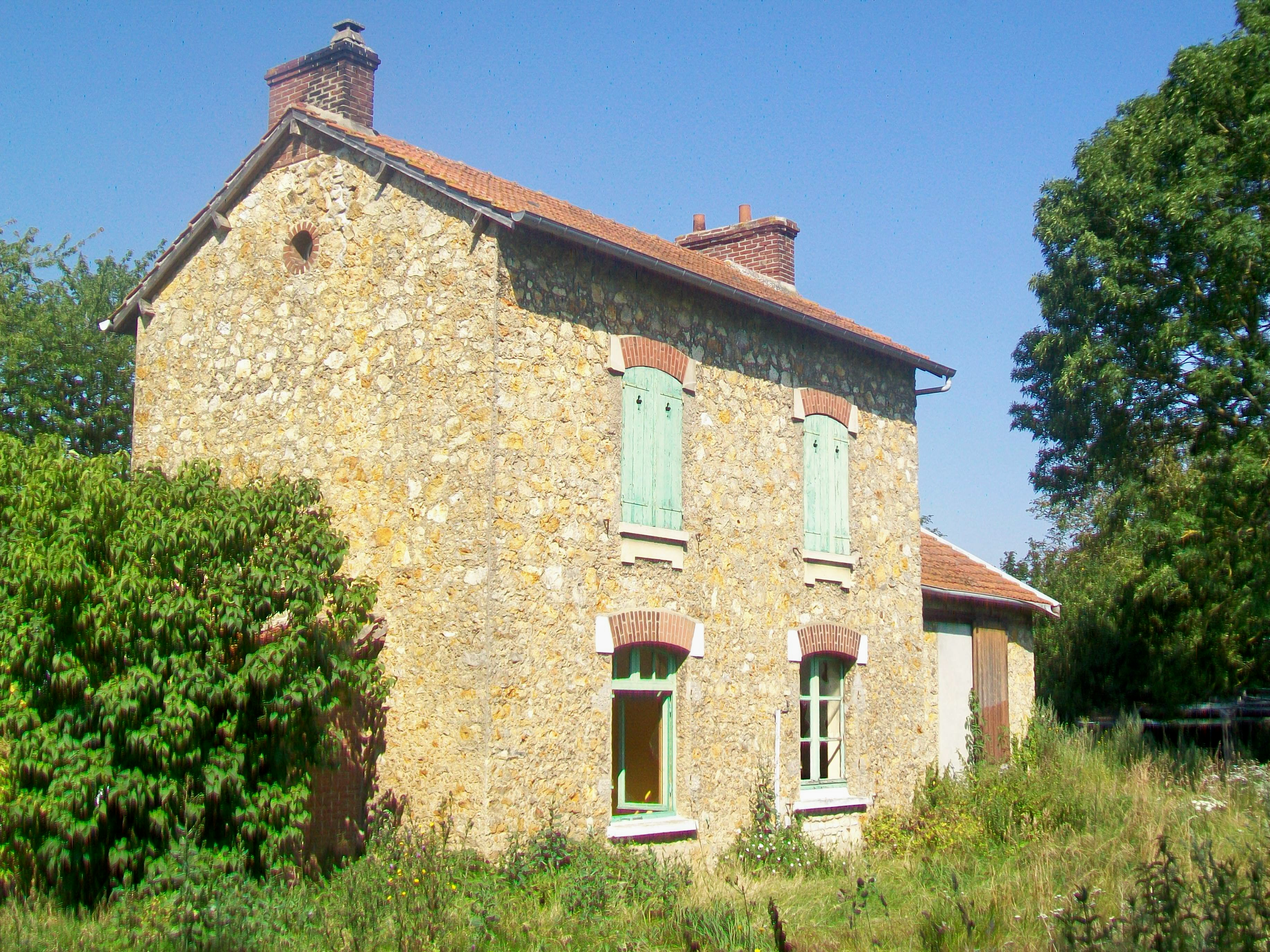
Station Wy-dit-Joli-Village
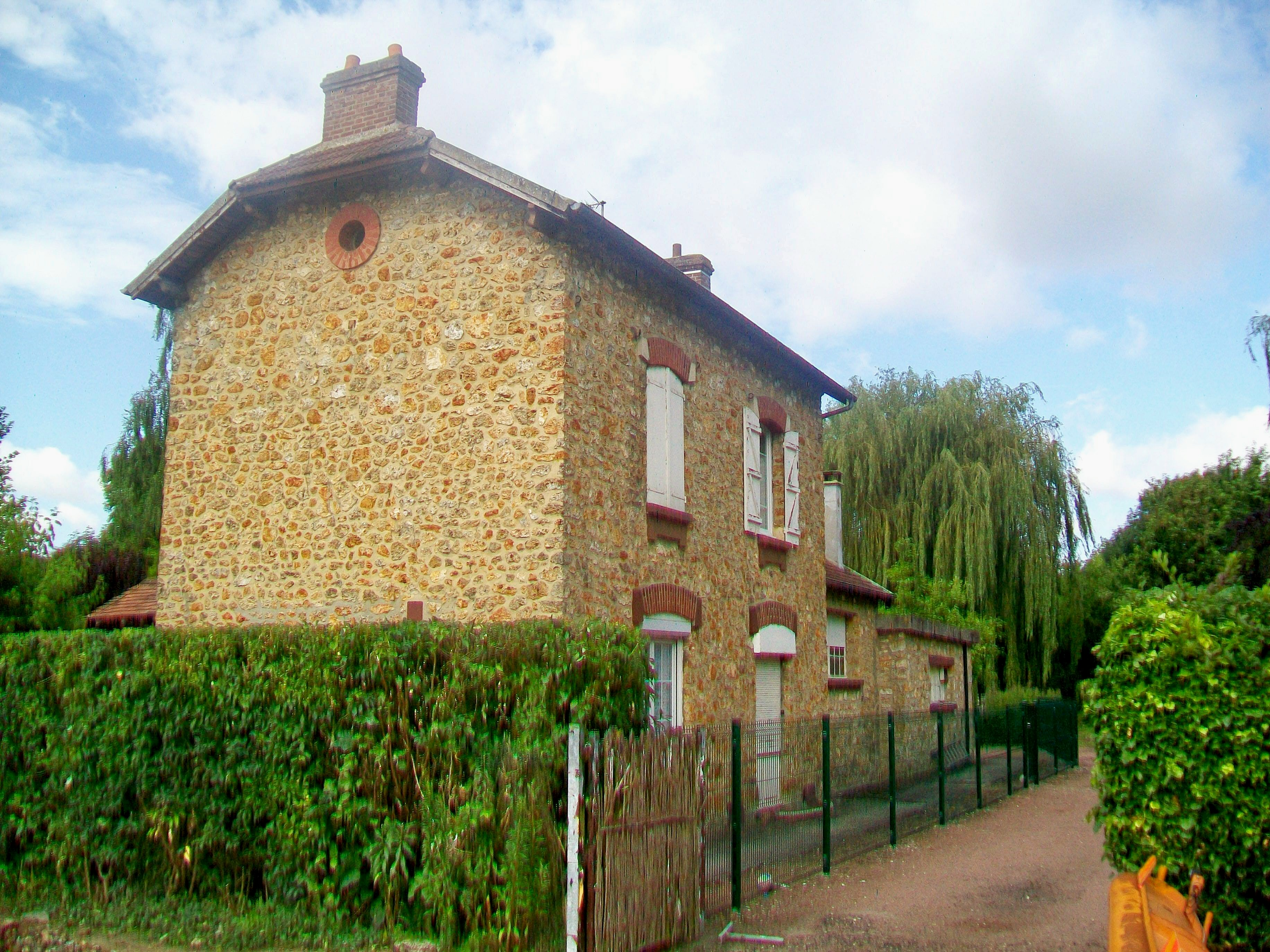
Station Magny-en-Vexin